# Oxid olovnato-olovičitý
Oxid olovnato-olovičitý (Pb3O4) přesněji tetraoxid diolovnato-olovičitý, nebo orthoolovičitan olovnatý (triviálními názvy suřík nebo minium) je těžká, sytě oranžověčervená až ohnivě červená krystalická nebo amorfní látka. Přestože je téměř nerozpustný ve vodě, je při požití jedovatý. Je též nerozpustný v ethylalkoholu. Rozpouští se v ledové kyselině octové, kyselině chlorovodíkové a zředěné kyselině dusičné ve směsi s peroxidem vodíku.

## Příprava
Oxid olovnato-olovičitý se připravuje pražením oxidu olovnatého za přístupu vzduchu
6 PbO + O2 → 2 Pb3O4
při teplotách mezi 450 až 480 °C; za vyšších teplot probíhá reakce opačným směrem. Proto oxid olovnato-olovičitý takto připravený není čistý, ale vždy obsahuje určitou příměs nezreagovaného PbO. Pokud je zapotřebí připravit tuto chemickou sloučeninu čistou, odstraní se PbO působením roztoku hydroxidu draselného (KOH).
Jinak je možno připravit oxid olovnato-olovičitý též žíháním uhličitanu olovnatého čili minerálu cerusitu za přítomnosti vzduchu
6 PbCO3 + O2 → 2 Pb3O4 + 6 CO2,
nebo oxidačním žíháním olovnaté běloby tj. zásaditého uhličitanu olovnatého
3 [2PbCO3·Pb(OH)2] + O2 → 2 Pb3O4 + 3 CO2 + 3 H2O.
Na mokré cestě se dá oxid olovnato-olovičitý připravit například reakcí olovičitanu draselného s octanem olovnatým
K2PbO3 + 2 Pb(OCOCH3)2 + H2O → Pb3O4 + 2 KOCOCH3 + 2 CH3COOH,
při níž vzniká žlutě zbarvený nerozpustný monohydrát oxidu olovnato-olovičitého Pb3O4·H2O. Ten se krystalické vody zbaví mírným zahříváním.

## Chemické vlastnosti
S oxidy železa a s železem samotným reaguje za vzniku nerozpustných olovnatanů železnatých a železitých, což je podstatou antikorozivních účinků základových barev obsahujících suřík na železné předměty.
Při zahřátí na teplotu nad 500 °C se rozkládá na oxid olovnatý a kyslík
2 Pb3O4 → 6 PbO + O2;
rozklad je při teplotě okolo 580 °C prakticky úplný.
Působením kyseliny dusičné na oxid olovnato-olovičitý se dvojmocné olovo rozpouští ve formě dusičnanu olovnatého a ve směsi zůstává nerozpustný oxid olovičitý
Pb3O4 + 4 HNO3 → PbO2 + 2 Pb(NO3)2 + 2 H2O.

## Použití
Nejčastěji je oxid olovnato-olovičitý používán jako pigment do základových nátěrových materiálů pro železné předměty a konstrukce. Vzhledem k jeho jedovatosti pro člověka a ke způsobované ekologické zátěži prostředí se jeho použití v současné době omezuje. V menší míře je využíván i ve výrobě skla.
Oxid olovnato-olovičitý je odolný proti korozi povrchů, které jsou trvale ponořené v moři, takže se barvy s jeho obsahem na lodích používají k ošetření různých kovových povrchů ponořených i neponořených. Dobře slouží i k ochraně dřevěných lodí.
Další poněkud netradiční využití bylo při amatérské výrobě bouchacích kuliček (ve směsi s hliníkovým práškem a křemínky), které byly používány namísto nedostupné zábavné pyrotechniky.

### Historické použití a názvy
Suřík jako červený pigment znali již staří Římané; připravovali jej pálením běloby olověné. Ve středověku byl jedním z pigmentů, používaných při iluminování (zdobení) rukopisů miniaturními kresbami a kolorovanými iniciálami. Z názvu používaného červeného pigmentu minium vzniklo právě slovo miniatura.
Latinský název minium je odvozený od řeky Minius, dnešní Minho. Český název suřík zavedl Jan Svatopluk Presl po vzoru ruského сурик surik, které pochází z řeckého συρικον syrikon, „syrské [barvivo]“, tedy purpur.

## Fyziologické působení
Při vdechnutí suřík dráždí průdušky a plíce a v případě silného zasažení člověk pociťuje kovovou pachuť na sliznicích úst, bolesti na prsou a v krajině břišní. Při požití ústy dochází k otravám díky jeho rozpustnosti v kyselině chlorovodíkové, obsažené v žaludečních šťávách. Otrava se projevuje bolestmi a křečemi v žaludku, spojenými s nevolností až zvracením a bolestí hlavy. Akutní otrava vede k pocitu svalové ochablosti, úplné ztrátě apetitu, případně ke ztrátě vědomí a při velmi vysokých koncentrací olova v krevním oběhu až ke kómatu a případně i ke smrti. Při dlouhodobém působení se může vstřebávat i pokožkou; při krátkodobém může dojít k místnímu podráždění kůže, doprovázeném jejím zrudnutím a citlivostí až bolestí, zejména v místech, kde je pokožka porušena nebo jinak oslabena. Proto je třeba při práci s barvami obsahujícím suřík (např. základové barvy na kovové konstrukce) dodržovat přísně hygienická opatření, zejména používat ochranné rukavice, při práci nejíst, nepít ani nekouřit a po práci si důkladně omýt ruce a všechna místa těla, která mohla být znečištěna.
Při dlouhodobém vystavení působení suříku může dojít k nahromadění olovnatých sloučenin v těle a časem se mohou vyvinout podobné příznaky jako při akutní otravě. Jinak se chronická otrava projevuje neklidem, zvýšenou dráždivostí, poruchami zraku, zvýšeným krevním tlakem. Obvykle se projevuje i šedivou barvou pokožky obličeje.
Osoby s poruchami ledvin, nervového systému nebo s kožními chorobami bývají k působení této látky na jejich organismus mnohem citlivější. U laboratorních zvířat byla zjištěna karcinogenicita; u lidí nebyla s jistotou prokázána.

## Ekologické účinky
Vzhledem k tomu, že vzniká při oxidaci olova a jeho sloučenin za vyšších teplot, může se při tepelném zpracování tohoto kovu (např. při jeho výrobě či při odlévání čistého olova nebo jeho slitin s jinými kovy) dostávat ve formě prachu do vzduchu a tím zatěžovat okolní prostředí v blízkosti takových provozů.